# Fictions souterraines
 (mars 2017).
 (mars 2017).

Carte du « Monde interne », extraite du roman The Goddess of Atvatabar (1892) de William Bradshaw.

Initialement un sous-genre du roman d'aventures, les fictions souterraines constituent un genre de récits fictionnels évoquant des mondes souterrains peuplés de diverses créatures humanoïdes ou préhistoriques. Ces univers s'inspirent parfois des théories pseudo-scientifiques relatives à la Terre creuse.

## Terres creuses dans la fiction
La fiction a souvent mis en scène des mondes souterrains : on les trouve représentés aussi bien dans la littérature que dans les bandes dessinées, le cinéma et les jeux, où l’environnement, la faune et les peuples y habitant sont souvent des êtres préhistoriques ayant survécu sous terre. Il n'est cependant pas toujours évident de déterminer s'il est réellement question de mondes creux (au sens strict), ou bien s'il s'agit simplement de vastes cavernes souterraines. Malgré tout, ces deux types de monde souterrains sont tout de même pris en compte autant l'un que l'autre du moment que l'action se situe sous terre. Les listes ci-dessous en fournissent des exemples variés.

### Littérature

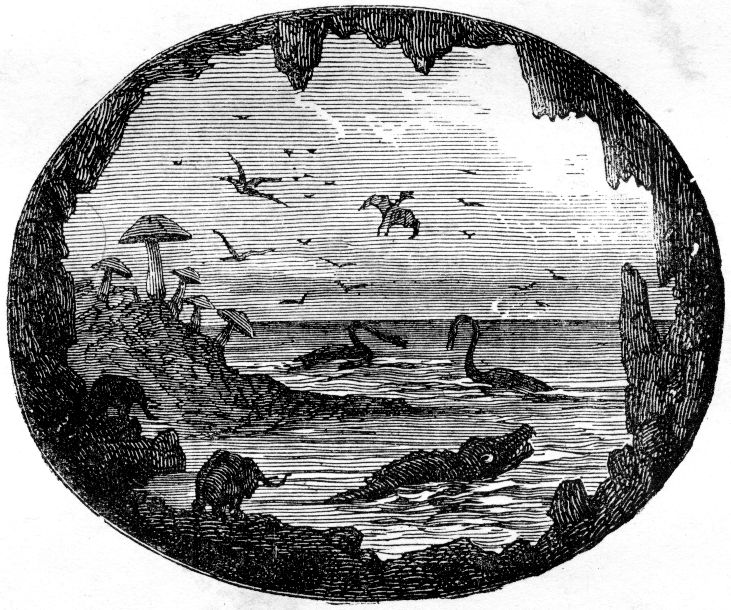
Voyage au centre de la Terre (1864) de Jules Verne.
Illustration d'Édouard Riou.

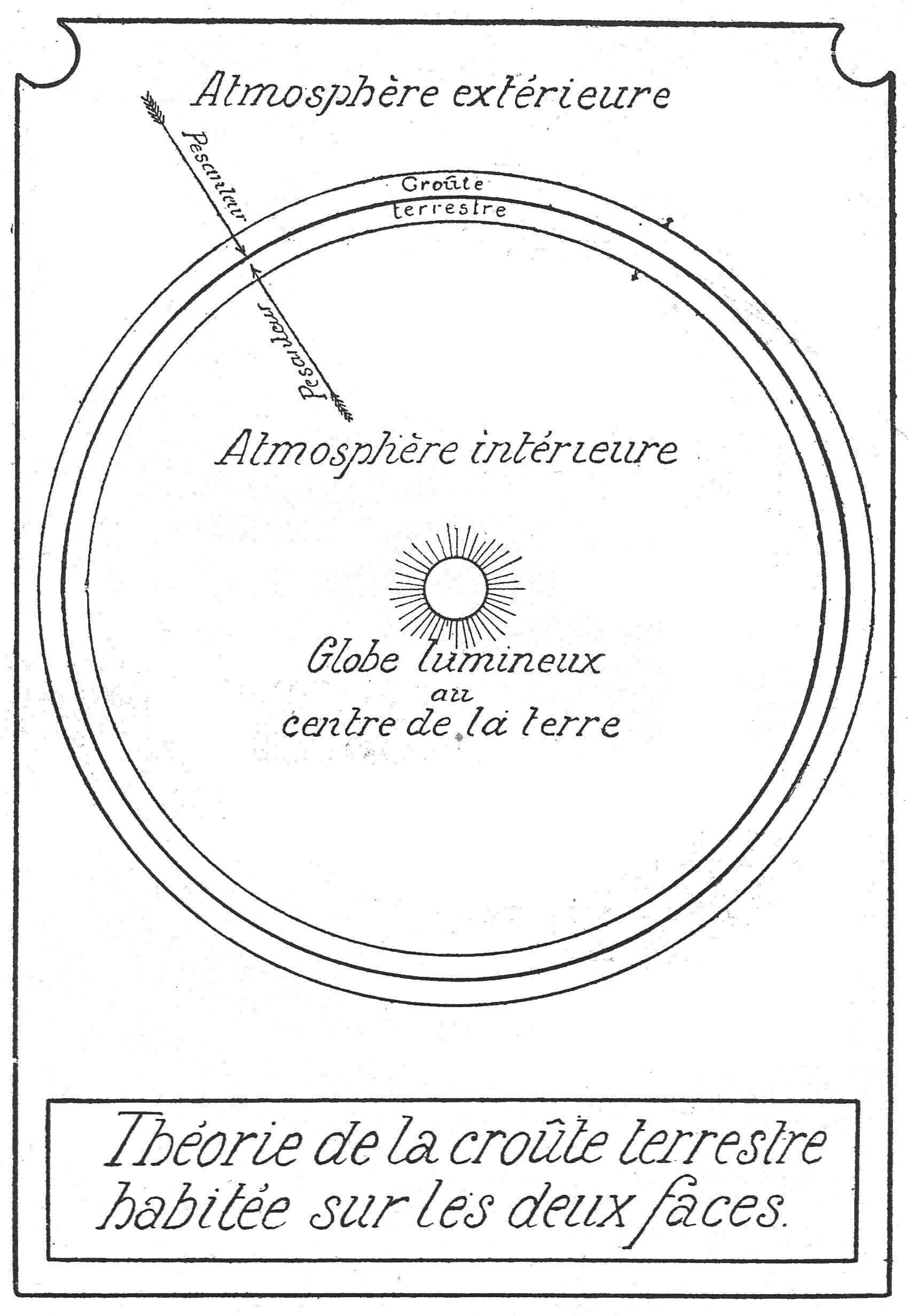
Une descente au monde sous-terrien (1909) de Pierre Luguet.
Hors texte.

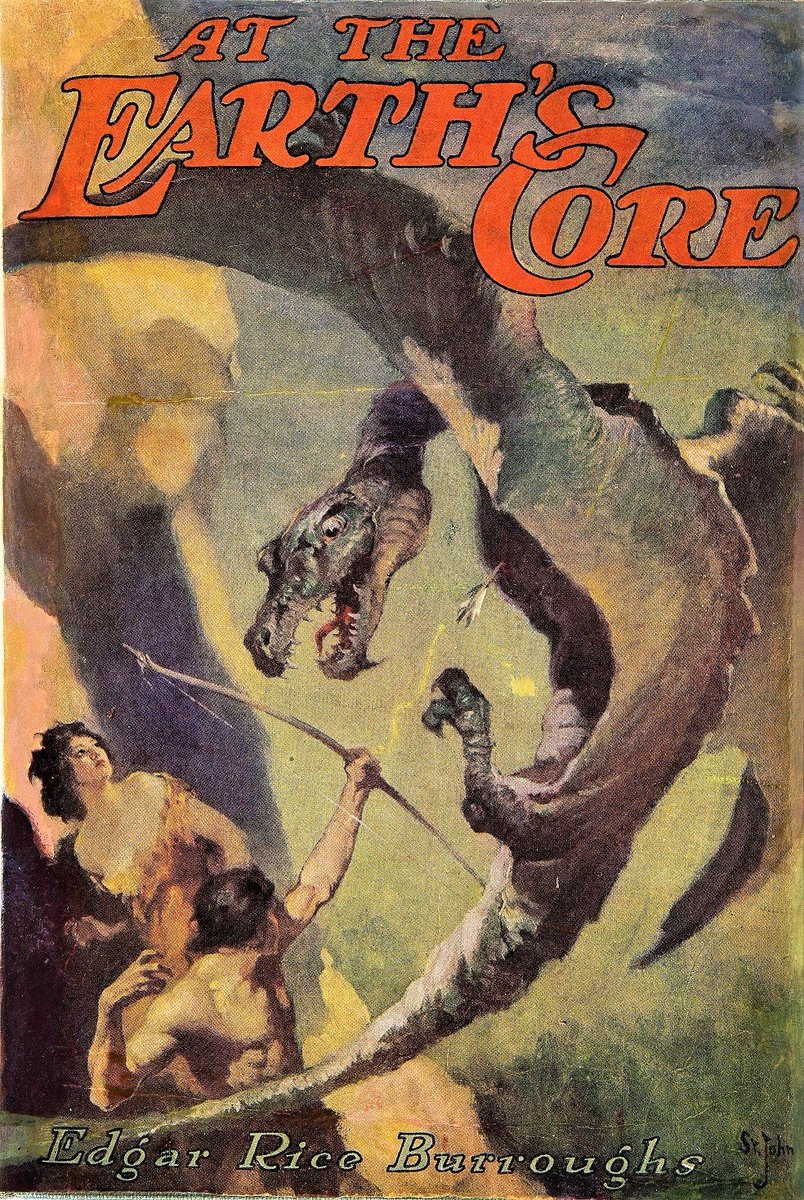
Au cœur de la Terre (1914) d'Edgar Rice Burroughs.
Couverture illustrée par J. Allen St. John, 1922.

#### 1800
- Une œuvre de science-fiction, Symzonia: A Voyage of Discovery par un certain « Capitaine Adam Seaborn », paraît sous forme imprimée en 1820. Reflétant manifestement les idées de John Cleves Symmes, Jr., certains ont vu en Symmes son auteur réel. Une réimpression récente présente Symmes comme son auteur, mais cet avis n'est pas partagé par tous, certains chercheurs y voyant la caricature délibérée des idées de Symmes et pensant en avoir identifié l'auteur, un Américain nommé Nathanial Ames. Celui-ci aurait également écrit d'autres ouvrages, dont un qui pourrait avoir inspiré Moby Dick[1].
- Edgar Allan Poe utilise l'idée en 1838 dans son roman Les Aventures d'Arthur Gordon Pym. Il s'en inspire également dans MS. found in a bottle et Hans Pfaal.

#### 1850
- Jules Verne se sert de l'idée de vastes cavernes situées à plusieurs kilomètres de profondeur (et non d'un véritable monde creux ou du véritable centre de la Terre malgré le titre) dans son roman de 1864, Voyage au centre de la Terre. Ce monde souterrain est éclairé par des réactions chimiques dans son atmosphère intérieure et est peuplé de créatures préhistoriques.
- Edward Bulwer-Lytton écrit en 1871 un roman se déroulant dans la terre creuse, Vril, The Power of the Coming Race, disponible en ligne.

#### 1900
- Willis Emerson écrit en 1908 un autre roman de science-fiction : The Smoky God, qui présente les aventures, réputées véridiques, d'un certain Olaf Jansen qui aurait voyagé à l'intérieur de la Terre, et y ayant trouvé une civilisation avancée, puis en est reparti. Certains pensent que The Smoky God n'est pas une fiction.
- Pierre Luguet écrit en 1909 le roman Une descente au monde sous-terrien, avec un groupe d'aventuriers descendant dans la terre creuse peuplée d'amphibies et éclairée par un soleil central pour sauver un savant enlevé par des sous-terriens simiesques, les Kra-las[2],[3].
- Edgar Rice Burroughs, plus intéressé par le divertissement que par la plausibilité, écrit également des récits d'aventures dans le monde intérieur de Pellucidar (à partir de 1914). On y trouve même, à un moment, la visite de son personnage Tarzan. Bien que la superficie intérieure totale de la Terre soit nettement plus faible que sa superficie extérieure, Pellucidar possède une surface de terres plus importante que l'ensemble des continents extérieurs ; en effet, les continents du monde intérieur correspondent aux océans du monde extérieur, et vice versa. Des êtres humains primitifs et un mélange excitant de toutes ces grandes et dangereuses créatures qui ont malheureusement disparu du monde extérieur peuplent encore "Pellucidar", et Burroughs n'hésite pas à ajouter diverses améliorations, comme les Mahars, créatures intelligentes ressemblant vaguement à de grands ptérodactyles, et dotées de dangereux pouvoirs psychiques. Pellucidar reçoit la lumière qui l'éclaire d'un soleil central miniature qui ne se couche jamais, ce qui explique que la notion du temps soit absente chez ses habitants humains.
- Le géologue russe Vladimir Obruchev utilise le concept de terre creuse dans son roman de vulgarisation scientifique populaire Plutonia (1915) pour entraîner le lecteur à travers diverses époques géologiques.
- Dans la nouvelle Le Tertre (1929) de Howard Phillips Lovecraft, un conquistador découvre sous terre une civilisation antédiluvienne et décadente dont les maîtres, sadiques immortels, adorent divers Grands Anciens.

#### 1950
- Dans Le Matin des magiciens, publié en 1960, Louis Pauwels  et Jacques Bergier abordent cette thématique aussi.
- Dans le roman de science-fiction Inhabited Island (1969) des auteurs russes Arcadi et Boris Strougatski, un voyageur de l'espace originaire de la Terre, Maxim Kammerer se pose sur la planète Saraksh où, en raison d'une réfraction atmosphérique très élevée, la population indigène est persuadée qu'elle réside à l'intérieur d'une planète creuse. En conséquence, les habitants ne peuvent accepter l'idée de l'origine extraplanétaire de Kammerer.
- Une Terre creuse figure dans le roman pour enfants The Underground Kingdom de la série Choose Your Own Adventure à partir de 1976.
- Lobsang Rampa parle de la terre creuse dans son livre Crépuscule (1974, 1975 en français), où il tente de démontrer la validité de cette théorie.
- Dans son livre Le pendule de Foucault (1988), l'écrivain italien Umberto Eco mentionne l'existence d'une société secrète proche des nazis, adepte de la théorie de la terre creuse et recherchant l'Agartha.
- À la fin des années 1980, le romancier Alain Paris publie aux Éditions Fleuve noir une série intitulée Le Monde de la Terre Creuse (1988-) qui va compter dix titres étalés sur trois « Saisons ».
- Le roman The Hollow Earth de Rudy Rucker, paru en 1990, a pour sujet Edgar Allan Poe et ses idées.
- La série de récits The Death Gate Cycle, de Margaret Weis et Tracy Hickman, présente également un monde creux concave, à partir de L'Étoile des Elfes (1990), le deuxième livre de la série. Ce monde, appelé Pryan the World of Fire, est un monde creux classique, dans lequel la lumière permanente d'un soleil central a permis aux plantes d'atteindre une taille telle que tous les habitants de Pryan vivent au sommet des plus grands arbres, au sein d'un réseau de branches et de feuilles d'une solidité proche de la roche.
- Le roman Indiana Jones and the Hollow Earth de Max McCoy (1997) s'attarde sur la légende de la fuite supposée d'Hitler vers l'intérieur de la Terre.

#### 2000
- La série de romans Artemis Fowl (2001-2012) de Eoin Colfer s'intéresse à une population de fées vivant à l'intérieur de la Terre, sous le manteau.
- La série de romans Spider Riders (en), démarrée en 2004 et adaptée en série d'animation en 2006-2007.
- En 2008 et 2009, le romancier Henri Loevenbruck publie Le Rasoir d'Ockham et Les Cathédrales du vide dont l'intrigue s'appuie sur le mythe de la Terre creuse.
- Paru en 2013, le roman d'heroic fantasy Psyckoon, tome 1 de Hughs Heffragus  évoque une terre d'abîme, une terre souterraine idyllique où deux jeunes enfants y trouvent refuge et protection sous la tutelle d'un guerrier mystérieux du nom de A-Ken.
- Paru en 2013, le roman Taupe de Nico Bally décrit le magma comme une simple couche de lave protégeant un centre creux que rejoignent les passagers du Tunnelier Autarcique Ultra-Perforant Enseveli (« T.A.U.P.E. »).
- Arnauld Pontier, en 2013, met en scène de manière approfondie la théorie de la Terre Creuse, dans son roman Agharta - Le Temps des Selkies, paru aux Éditions Asgard (finaliste du Prix Rosny Ainé 2014).
- Roch Saüquere en 2018 La terre creuse[4].

### Bande dessinée

#### 1950
- Edgar P. Jacobs, auteur des bandes dessinées Blake et Mortimer, évoque dans L'énigme de l'Atlantide (1955-1956), un monde souterrain où vit une civilisation avancée issue de l'Atlantide. Celle-ci se serait réfugiée sous terre après un gigantesque impact de météorite. Ce monde est également peuplé par des amérindiens dont l'origine reste obscure. Le monde décrit s'apparente toutefois davantage à un réseau d'immenses cavernes qu'à une terre creuse proprement dite.
- En 1956, l'auteur de bande dessinées Carl Barks introduit dans sa bande dessinée Disney Rencontre avec les Cracs-Badaboums, les personnages du même noms, vivants sur terre et qui seraient à l'origine de tous les tremblements de terre à travers le monde. Le riche aventurier Balthazar Picsou avec son neveu Donald Duck et petits neveux Riri, Fifi et Loulou font leur connaissances. Les Cracs Badaboums, '(Terries and Fermies en version originale), seront réutilisés à six reprises[5].

#### 1970
- L'aventure de Valérian et Laureline Le pays sans étoile (1970), scénario de Pierre Christin, dessin de Jean-Claude Mézières, se passe à l'intérieur d'une planète creuse ayant un soleil central. Les habitants vivent sur la surface concave et ignorent l'existence d'un espace extérieur. Deux empires guerriers, l'un dirigé par les hommes, l'autre par les femmes, s'entre-détruisent sans cesse, pendant qu'un peuple travailleur leur fournit les armes.
- Dans les années 1970, l'auteur de bandes dessinées Mike Grell réalisa l'album Warlord, histoire d'un pilote qui se retrouvait à Skartaris, un monde d'« épée et sorcellerie » (sword and sorcery) qu'il avait atteint à travers une ouverture au pôle nord. D'abord pris pour le monde intérieur d'une Terre creuse, Skartaris se révèle ensuite être une dimension parallèle.

#### 1980
- La série de bandes dessinées Les Terres Creuses (1980-1990) des auteurs belges Luc et François Schuiten développe des scénarios se déroulant dans plusieurs mondes creux.

#### 1990
- Léonard, génie en sous-sol, 18e album (1990) de la série Léonard créée par Turk et De Groot. Léonard, voulant rejoindre la Chine via le centre de la Terre, tombe sur deux peuples vivant dans un monde souterrain : Les Zézés et les Tétés.

#### 2000
- La série BPRD (Bureau of Paranormal Research and Defense) de Mike Mignola, créateur de Hellboy, comprend une collection appelée Hollow Earth (2002-), dans laquelle l'équipe voyage à l'intérieur de la Terre, dans de vastes cavernes peuplées d'Hyperboréens et de machines fabuleuses, portant parfois un svastika comme blason. Au centre de ce monde se trouve la cité des créatures et de leur chef.
- La série Le Grand Jeu (2007), Pécau, Pilipovic et Thorn reprend la théorie d'un monde creux dans lequel évoluerait une race à l'intelligence supérieure. On y retrouve des références à l'ensemble des auteurs de science-fiction ayant abordé le sujet.

### Jeu vidéo
- Le jeu vidéo Dragon Quest III qui est sorti le 10 février 1988 destiné aux consoles de jeu Nintendo propose à la fois un monde creux et un monde normal. L'idée est reprise plus tard avec les opus suivant Dragon Quest IV (1990) et Dragon Quest V (1992).
- Dans la série de jeux vidéo Heroes of Might and Magic sortie à partir du 31 août 1995, le « monde souterrain » est  presque aussi vaste que celui de la surface. Aussi, plusieurs mondes semblent s'empiler.
- Le jeu vidéo Terranigma (1995) destiné aux consoles de jeu Super Nintendo propose à la fois un monde creux et un monde normal.
- Le jeu de rôle pour PC Torin's Passage (1995) dépeint une terre creuse (bien que techniquement la planète fictive se nomme « Strata ») similaire à celle décrite par Edmund Halley, où le monde en surface (appelé « Les Terres du Dessus » dans le jeu) est le plus vaste, tandis que les mondes intérieurs (au nombre de quatre, connus collectivement comme « Les Terres du Dessous ») deviennent progressivement de plus en plus petits au fur et à mesure de la progression du joueur, « Torin », vers les profondeurs.
- Le jeu vidéo Tales of the Abyss (2005) dispose d'un monde souterrain nommé Qliphoth, constitué de rares îles et d'un océan de miasmes mortels, vestiges d'un ancien continent terrestre abandonné pour recréer un nouveau monde terrestre reposant désormais sur des piliers.
- Dans le jeu vidéo en ligne The Secret World (2010) édité par Funcom, la Terre est creuse ; au centre est situé l'arbre Agartha, permettant via ses branches d'accéder à de nombreux endroits de la surface.

### Jeu de rôle
- L'univers Mystara du jeu de rôle Donjons et Dragons (1970) comprend une extension « Monde creux », qui est utilisée comme une sorte de réserve naturelle où sont conservées les créatures et les civilisations éteintes dans le monde extérieur.
- Le jeu de rôle L'Œil noir (1984) décrit un Monde creux, appelé Tharoune, dans ses extensions Maîtres d'Armes, qui sert de décor de jeu pour les personnages de haut niveau.
- Dans le jeu de rôle contemporain fantastique In Nomine Satanis - Magna Veritas (1990) existe une organisation secrète de néo-nazis appelée « Soldats de la Terre Creuse ».
- Dans le jeu de rôle Aventures dans le Monde Intérieur (2005), de Mikaël Cheyrias (La Boîte à Polpette , 2009), l’existence de la « Terre creuse » est le sujet principal.
- Le jeu de rôle intitulé Hollow Earth Expedition sortit en 2006 offre des possibilités d'aventures « pulp » dans un monde où la Terre creuse est une réalité. Les joueurs sont notamment invités à jouer les membres d'une mission d'exploration visitant ce monde sauvage, mais peuvent aussi jouer des indigènes confrontés aux visiteurs de l'extérieur voire ne jamais quitter la surface mais être confrontés aux conséquences politiques de ce qui se déroule dans le monde du dessous.

### Autres références culturelles
- L'univers Marvel parut à partir de 1939 met en scène plusieurs empires souterrains fictionnels, tel le royaume de Subterranea dirigé tour à tour par l'Homme-taupe et Tyrannus. Vivant également sous la surface, les Déviants forment une race mutante composée de survivants de la mythique Lémurie.
- La série d'animation Les Mondes engloutis (1985-1987), où la Terre s'avère constituée de plusieurs strates habitées, la plus au centre étant éclairée par un soleil artificiel nommé Shagma.
- L'épisode 20 de la saison 3 de la série télévisée X-Files du 12 avril 1996 intitulé "Le Seigneur du magma" met en scène le "seigneur Kinbote”, régnant sur un monde inconnu dissimulé à l'intérieur de la Terre.
- Dans l'épisode Timmy du 19 avril 2000 de la série South Park, le groupe de musiciens que rejoint Timmy se nomme "Lords of the Underworld" (Les seigneurs des mondes souterrains). Les paroles de leur chanson sont « Seigneurs des mondes souterrains, prendront le pouvoir demain ». Ce sujet a été choisi pour tourner en dérision les thèmes récurrents (démons, monstres...) choisis par les groupes de « hard rock » pour leurs chansons.
- Le film Marebito (2004) de Takashi Shimizu fait aussi mention d'une Terre creuse et de royaumes souterrains dans ses profondeurs.
- Le groupe Bal-Sagoth a, dans son nouvel album The Chthonic Chronicles (2006), une chanson sur la Terre creuse nommée Invocations Beyond the Outer-World Night.
- Dans Pirates des Caraïbes, jusqu'au bout du monde film de Gore Verbinski (2007), le bout du monde fait référence à l'entrée d'un monde miroir au nôtre, qui a pour axe de symétrie l'horizon.
- Tunnels (suite romanesque) est une série de romans écrite à partir de 2008 par Roderick Gordon et Brian Williams qui parle de personnes vivant dans une colonie souterraine.
- Dans la troisième saison de la série télévisée Sanctuary intitulé Voyage au centre de la terre diffusé le 10 décembre 2010, la « Terre creuse » est le sujet de l'intrigue, qui s'illustre par l’existence d’une ville souterraine avec une technologie avancée.
- Dans la saga de film L'Âge de Glace (n°3), les protagonistes découvrent un « Monde-du-dessous » où des dinosaures vivent à l'abri des regards sous terre.
- Le générique de la série télévisée Game of Thrones représente l'univers fictionnel de la série comme étant situé dans une planète creuse (concave).
- Dans la série Slugterra (2012-2018), les protagonistes vivent des aventures dans un monde composé de cavernes et abritant tout un peuple d’humains et d'autre espèces, comme les Taupoïdes, un peuple de taupes anthropomorphes, qui utilisent des Slugs, petites créatures possédant des pouvoirs, comme armes (généralement non létales).
- Le film Godzilla 2 : Roi des monstres (2019) fait apparaître un monde souterrain hautement radioactif qui a permis aux TItans de survivre en se nourrissant des intenses radiations et qui leur permet de se déplacer très rapidement autour de la Terre.